# Freilandsiedlung
Die Freilandsiedlung liegt im Osten des Nürnberger Stadtteils Laufamholz und ist als Freiland Teil des statistischen Bezirks 94.

## Geschichte
Die Freilandsiedlung wurde am 1. Juli 1972 nach Nürnberg eingemeindet. Vor der Gebietsreform gehörte sie zur Gemeinde Schwaig.

## Geographie
Der statistische Distrikt 944 Freiland grenzt im Westen in etwa an einer Linie parallel zur Henfenfelder Straße an den Laufamholzer Distrikt 942 Ottensooser Str., Hammer. Im Norden schließt sich jenseits der Pegnitz der Erlenstegener Distrikt 913 Wasserwerk an. Die Bundesautobahn 3 bildet im Osten die Grenze zu Schwaig b. Nürnberg (Landkreis Nürnberger Land) und die Bahnstrecke Nürnberg–Schwandorf im Süden die Grenze zum gemeindefreiem Gebiet Laufamholzer Forst, der zum Lorenzer Reichswald gehört.
Das Gebiet wird im östlichen Teil vom Schneidersbach von Süden nach Norden durchflossen, wo dieser in die Pegnitz mündet. Weiter westlich fließt der Hülzlgraben, der zum großen Teil verrohrt ist.

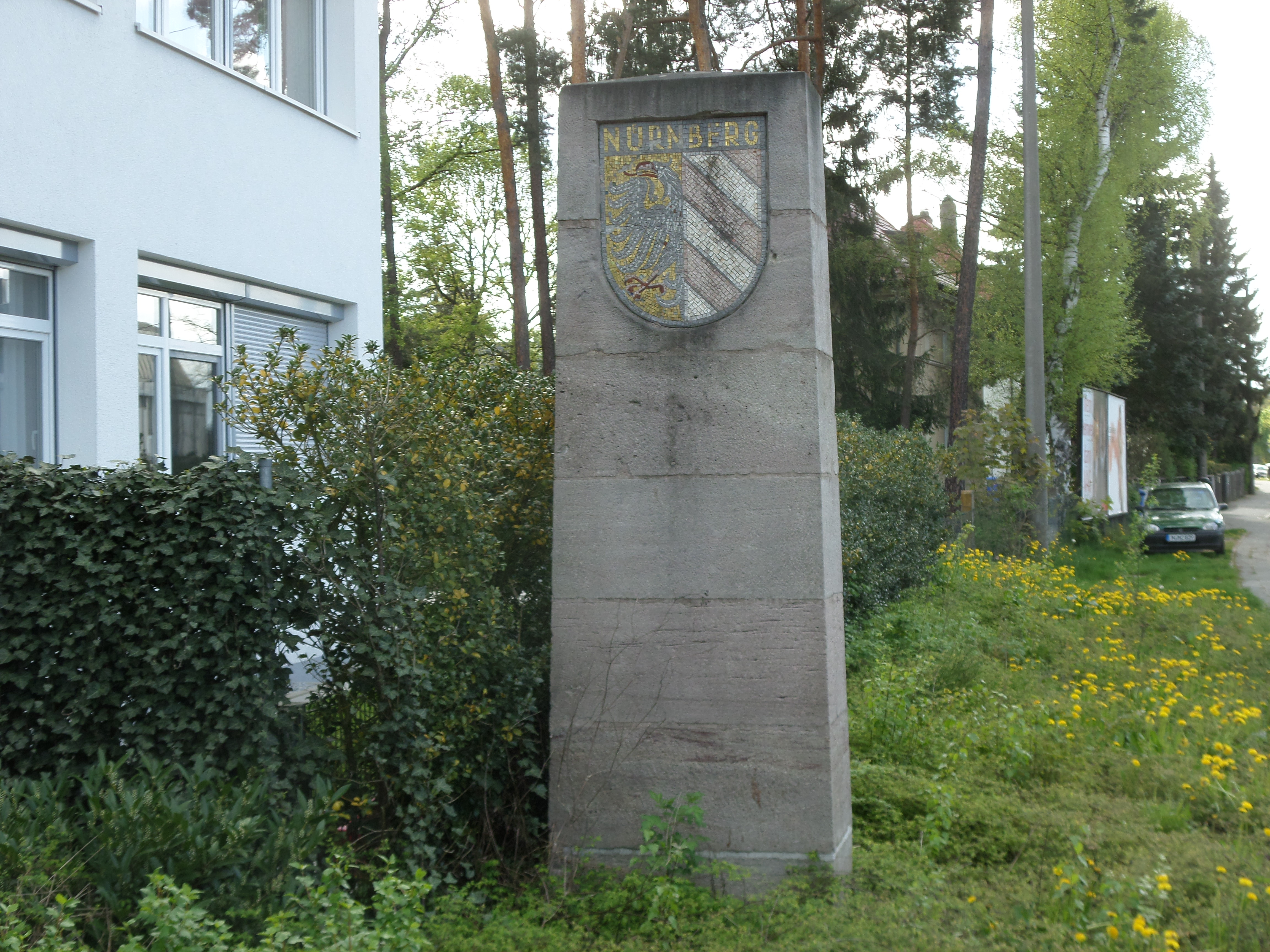
Grenzstein Laufamholzstraße 370

## Infrastruktur
Die Siedlung liegt an der Ausfallstraße Richtung Osten, die sich in diesem Areal Laufamholzstraße nennt. Im Süden wird sie von der S-Bahn-Linie S 1 tangiert. Am 31. Dezember 1997 zählte sie 620 Einwohner.

## Baudenkmäler
An der Laufamholzstraße steht einer von sieben Grenzsteinen, die früher die Stadtgrenze Nürnbergs markierten. Der Stein mit der Aufschrift Nürnberg und dem Stadtwappen in farbigem Steinmosaik wurde 1951 aufgestellt.

## Landschaftsschutzgebiet Pegnitztal-Ost
Die unbebauten Flächen im Osten des Gebiets liegen im Landschaftsschutzgebiet Pegnitztal Ost (LSG-00536.05).

## Straßennamen
Nach der Eingemeindung gab es die Situation doppelter Straßennamen, wie beispielsweise die Schillerstraße. Darum wurden für dieses Gebiet, mit Ausnahme der Laufamholzstraße und der Freilandstraße, die Straßen nach nordischen Schriftstellern benannt: Andersenstraße, Ibsenstraße, Lagerlöfstraße und Strindbergstraße.